# Концентраційні табори Кременчука

Концтабір у Кременчуці

Концентраційні табори Кременчука — мережа концентраційних таборів для утримання військовополонених на території Кременчука під час Другої світової війни. Всього на території міста під час війни діяло 5 концтаборів.(за іншими даними 6)
Один шталаг, як його називали німці, № 346-А, займав територію від Червоної гірки до меморіалу «Вічно Живим». Другий, № 346-В, знаходився на місці військової частини, що у районі зупинки «Вул. Вадима Бойка». Менші концтабори були на території Придніпровського парку, заводу «Кредмаш», а також у будинках залізничного технікуму і нинішньої музичної школи № 1. Єврейське гетто розмістили у районі парку Миру.

## Історія

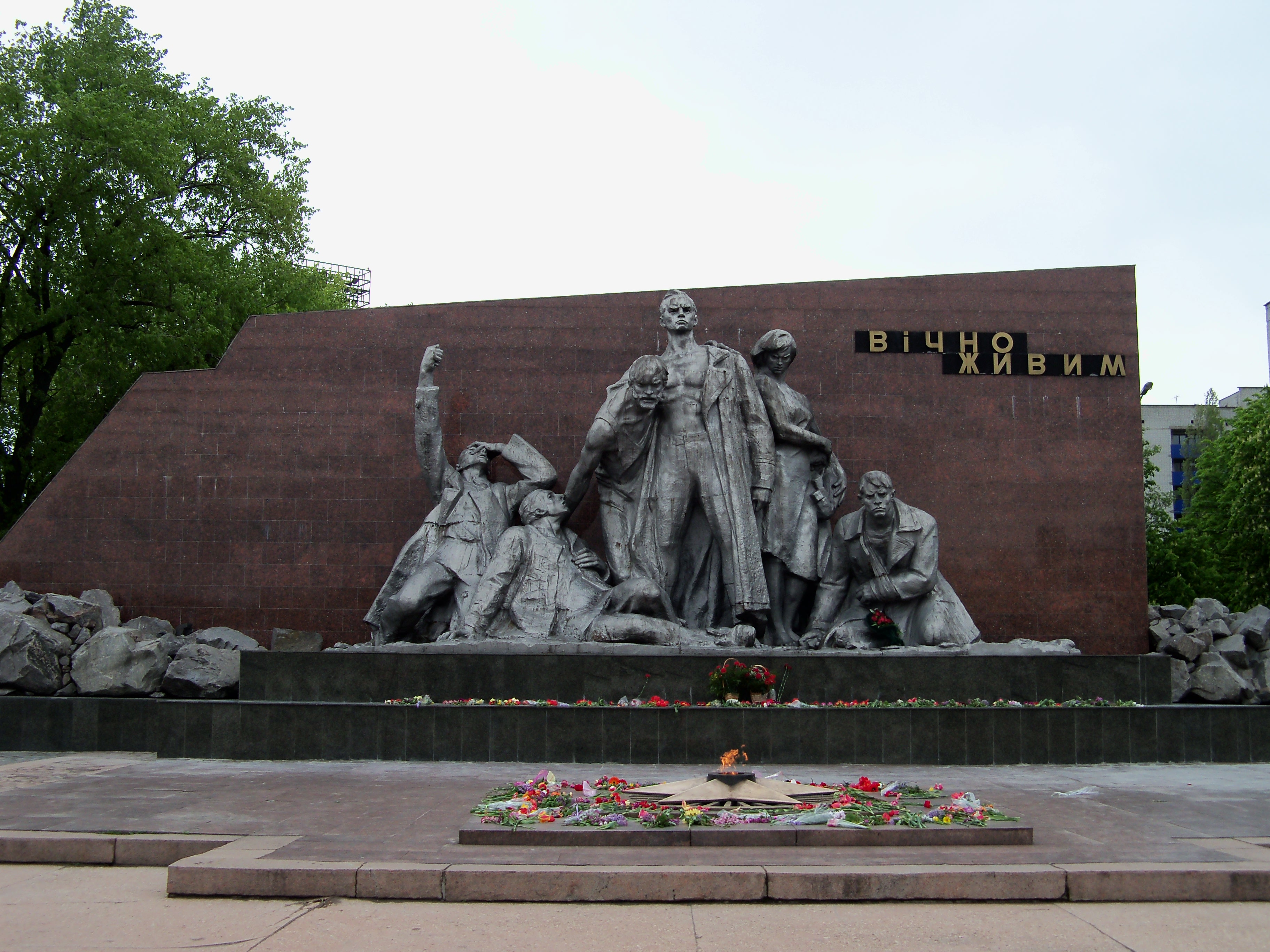
Меморіал «Вічно живим»

Після захоплення Кременчука 9 вересня 1941 німцями у нагірній частині за наказом командування тилового району групи армії «Південь» почалося поспішне облаштування концтаборів для утримання військовополонених, які були захоплені внаслідок оточення двох радянських армійських угруповань у серпні 1941 року під Уманню. Безпосередньо надавав накази щодо розміщення військовополонених у п'яти концтаборах для переміщених осіб та постійного утримання в Хоролі, Кременчуці, Олександрії та Новоукраїнці начальник тилового району генерал фон Рок.
Один концтабір Шталаг № 346-А було розташовано на території казарм колишнього 12-го батальйону (зараз військові склади поблизу Меморіалу «Вічно живим»), другий Шталаг № 346-В — на території 7-ї батареї (в наші часи — місце дислокації ракетної бригади).
По усьому периметру табори були обнесені в декілька рядів колючим дротом, па кутах та у великих прогонах обладнані вежами для озброєної охорони. Одночасно в них можна було утримувати понад 20 тисяч чоловік. У зв'язку з тим, що казарми не вміщували всіх, більшість військовополонених цілодобово перебувала просто неба на території, розбитій на 20 блоків, в свою чергу також обнесених колючим дротом.
Ще один концтабір у Кременчуці німці облаштували на території дзеркальної фабрики, де утримувалося до 1,5 тисяч в'язнів, яких використовували на будівництві дерев'яного мосту через Дніпро, автомагістралі Кременчук-Олександрія.
Нове поповнення до табору відбулось після оточення і розгрому чотирьох армійських угруповань Південно-Західного фронту Радянських військ у районі Лубен—Лохвиці, коли у вересні 1941 року в полон потрапили декілька сот тисяч бійців та командирів Червоної Армії. На початку жовтня пересильний табір для військовополонених Дулаг-160, що розміщався у Хоролі був переповнений, тому німецьке командування наказало перевести частину полонених до інших міст, у тому числі і до Кременчука. В першій половині жовтня перша 20-тисячна маршова колона рушила до Кременчука.
За наказом фон Рока її конвоювали піхотинці 24-ї дивізії, якою командував генерал фон Теттау.
Загальна кількість військовополонених, що утримувалася в чотирьох вже згаданих таборах становила на 20 грудня 1941 року 52 513 чоловік. 13 січня 1942 року їх чисельність зменшилася вже до 46 371 чоловіка. У найбільшому — Кременчуцькому шталазі № 346, на кінець 1941 року перебувало 22776 військовополонених, а число померлих у середньому за добу становило в ньому 50, тобто 82 відсотки на рік.
Проведені вже після визволення Кременчука розкопки братських могил показали, що за період з 9 вересня 1941 р. по 29 вересня 1943 на території концтаборів було знищено понад 60 тисяч військовополонених і понад 37 тисяч чоловік цивільного населення Полтавської, Черкаської, Кіровоградської та інших областей. У німецьке рабство за період тимчасової окупації було забрано до 10 000 мешканців м. Кременчука, переважно молоді.
У результаті знищення і вигнання частини населення в Німеччину із 115 тис. довоєнного населення Кременчука залишилося на момент звільнення міста радянськими військами всього 18 тис. мешканців.

## Керівництво
- начальник табору військовополонених майор Цолін
- комендант табору Зайтель
- заступник начальника табору майор Рутлов
- головний лікар Орлянд
- лікарі Шуль, Кебрюк
- завідувач продовольчої частини фельдфебель Радіус

## Захоронення померлих у таборах

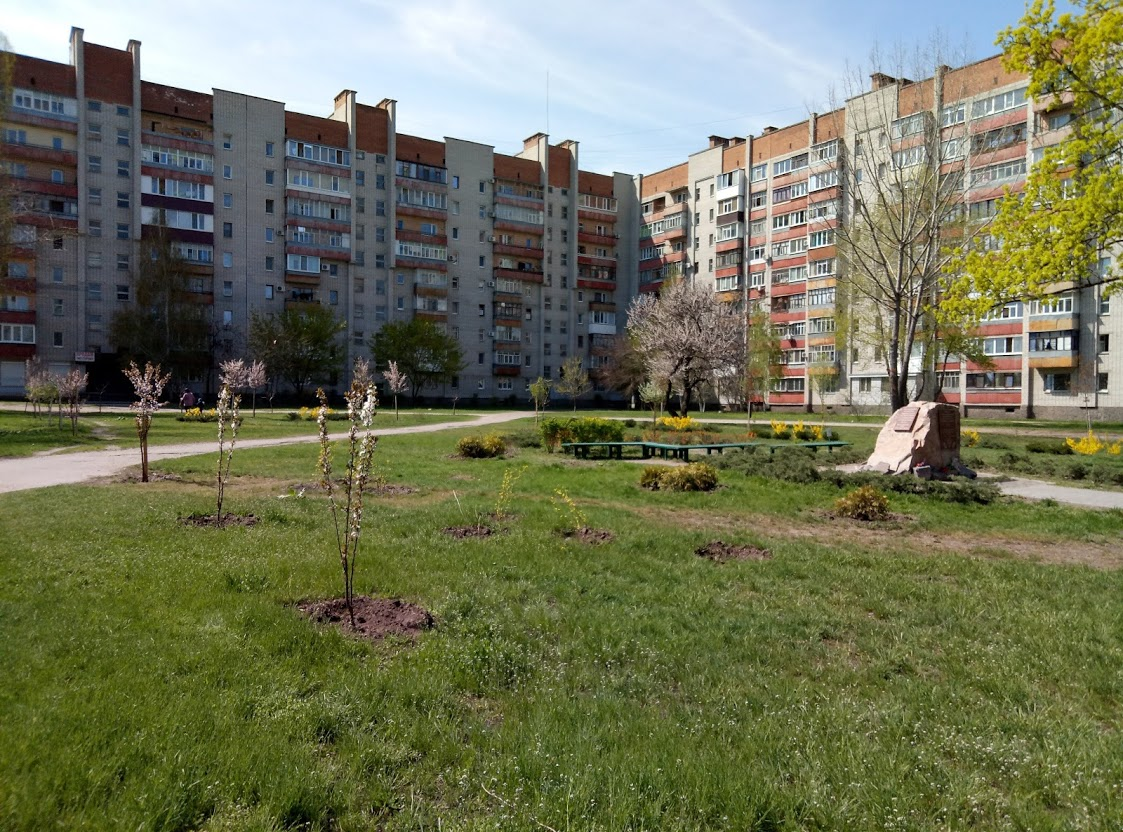
Меморіальний сквер пам'яті жертв Голокосту

30 тисяч людей поховано у районі стадіону «Політехнік», біля території колишнього шталагу № 346 А. Там були виявлені 11 ям-могил; 20 тисяч чоловік (з них 5 тисяч — військовополонені, решта — цивільні) поховано на території Піщаної гори, за мясокобінатом. Виявлено 36 ям-могил; 12 тисяч людей поховано на території нинішнього Кременчуцького артилерійського полку (військова частина у районі зупинки «Вул. В. Бойко»), де раніше був шталаг 346 В. Виявлено 5 ям-могил; 6 тисяч людей поховано на місці єврейського гетто — район вул. Київської; розстрілювали людей і в районі Піщаного кар'єра, на островах Динька і Зеленому.

## Вшанування пам'яті
На місці, де був найбільший з концтабір міста 28 вересня 1973 року відкрито меморіал у Кременчуці
На території, де у роки німецької окупації було розстріляно понад 20 тисяч мирних жителів 1983 року було утворено парку Миру.